# Abagrotis orbitis
Abagrotis orbitis är en fjärilsart som beskrevs av Embrik Strand 1921. Abagrotis orbitis ingår i släktet Abagrotis och familjen nattflyn. Inga underarter finns listade i Catalogue of Life.